# Медвежий талер
Медвежий талер (нем. Bärentaler) — название монет талерового типа Санкт-Галлена XVI—XVIII столетий. На них помещено изображение мотива городского герба — стоящего на двух ногах медведя. В городе талеры с изображением медведя чеканили в 1563—1567 и 1620—1624 годах. Во время выпуска медвежьих талеров швейцарские кантоны являлись частью Священной Римской империи. На реверсе помещён гербовый орёл императора. Особенностью средневековой жизни кантона Санкт-Галлен являлось сосуществование одноимённых города и аббатства в качестве самостоятельных государственных образований. Между ними периодически возникали ссоры и вооружённые конфликты. В аббатстве Санкт-Галлен талеры с изображённым на реверсе медведем и кратные им номиналы выпускали в 1776—1782 годах с перерывами.
По своей сути медвежьи талеры являлись рейхсталерами, которые согласно аугсбургскому монетному уставу должны были содержать 1⁄9 кёльнской марки чистого серебра. Это соответствовало 29,23 г серебра 889 пробы, или 25,98 г чистого серебра.